# Международный оперный фестиваль имени Ф. И. Шаляпина
Международный оперный фестиваль имени Ф. И. Шаляпина (Шаляпинский фестиваль) — ежегодный международный музыкальный фестиваль в Казани. Один из старейших в стране, проводится со времён СССР с 1982 года на сцене Татарского академического государственного театра оперы и балета им. Мусы Джалиля.

## История
Основан в 1982 году по инициативе директора Татарского академического государственного театра оперы и балета им. М. Джалиля Рауфаля Мухаметзянова и главного дирижёра театра в 1979—1982 годах Виталия Куценко. Фестиваль носит имя русского оперного и камерного певца Фёдора Ивановича Шаляпина, родившегося в Казани в 1873 году.
Фестиваль проводится ежегодно в феврале месяце на сцене Татарского академического государственного театра оперы и балета им. М.Джалиля. В 1985 году фестиваль приобрёл статус всероссийского, а в 1991 году — международного. В 2012 году состоялся 30-й юбилейный фестиваль, участие в котором приняли Михаил Плетнев, Валерий Гергиев и коллектив Мариинского театра, бас Рене Папе и другие звезды мировой оперной сцены.
Среди участников фестиваля разных лет — выдающиеся вокалисты и дирижёры. В спектаклях и концертах фестиваля участвовали: Ирина Архипова, Булат Минжилкиев, Дмитрий Хворостовский, Мария Биешу, Ирина Богачёва, Любовь Казарновская, Анатолий Кочерга, Ольга Бородина, Сергей Лейферкус, Паата Бурчуладзе, Ольга Гурякова, Хибла Герзмава, Николай Путилин, Альбина Шагимуратова, Владимир Васильев и другие известные исполнители и дирижёры.

## Модель фестиваля
Профиль фестиваля — исполнительский. В афише каждого фестиваля представлены исключительно собственные постановки ТАГТОиБ им. М. Джалиля, но главные партии во всех спектаклях каждый раз исполняют разные солисты, представляющие различные страны, а также крупнейшие театры России.
В программу фестиваля включаются последние премьеры ТАГТОиБ им. М. Джалиля, а также оперы репертуара Ф. И. Шаляпина. Фестиваль обычно завершается гала-концертами в формате «оперного шоу».
Ввиду полного аншлага, билеты на представления фестиваля покупаются заранее и заканчиваются за многие недели до его начала.